# Mookie Blaylock
Daron Oshay "Mookie" Blaylock (Garland, Texas; 20 de marzo de 1967) es un exjugador de baloncesto de la NBA que disputó 13 temporadas en la NBA. Con 1,85 metros de altura, jugaba en la posición de base.

## Trayectoria deportiva

### Universidad
Blaylock jugó en la Universidad de Oklahoma, donde comenzó a ganarse una reputación de gran defensor. Tras abandonar Oklahoma en 1989, poseía varios récords de la NCAA; más robos en una temporada (150), más robos en un partido (13) y mejor promedio de robos en una temporada (3.8 por encuentro). También se convirtió en el primer jugador en la historia de la competición en conseguir más de 200 asistencias y 100 robos de balón en dos temporadas consecutivas. Como júnior en 1988, Blaylock ayudó a los Sooners a la final de la NCAA, que perdieron ante Kansas Jayhawks liderado por Danny Manning.

### NBA
Fue seleccionado en la 12.ª posición del Draft de la NBA de 1989 por New Jersey Nets, entrando rápidamente en la rotación del equipo. En su primera temporada en la liga no jugó mucho debido a una lesión, promediando 10.1 puntos y 4.2 asistencias en 50 partidos. A lo largo de sus doce campañas en la NBA, Blaylock se ganó un nombre en la liga gracias a su defensa y a sus rápidas manos, siendo nombrado en el mejor quinteto defensivo de la temporada en dos ocasiones, mientras que en el segundo quinteto lo fue en cuatro. Además, lideró la liga en robos de balón dos años consecutivos, siendo el único jugador junto a Alvin Robertson y Magic Johnson en lograrlo.
Su mejor campaña profesional fue la de 1994-95, segunda en Atlanta Hawks, en la sus números fueron de 13.8 puntos, 9.7 asistencias, 5.2 rebotes, 2.62 robos de balón y 36 minutos en 81 partidos, todos ellos de titular. Debido a su trabajo, fue recompensado jugando el All-Star Game de 1994 en Minneapolis, donde anotó 5 puntos en 16 minutos.

## Estadísticas de su carrera en la NBA
|  | Líder de la liga |

### Temporada regular
| Año      | Equipo       | PJ  | PT  | MPP  | %TC  | %3P  | %TL  | RPP | APP | ROB | TPP | PPP  |
| -------- | ------------ | --- | --- | ---- | ---- | ---- | ---- | --- | --- | --- | --- | ---- |
| 1989-90  | New Jersey   | 50  | 17  | 25.3 | .371 | .225 | .778 | 2.8 | 4.2 | 1.6 | 0.3 | 10.1 |
| 1990-91  | New Jersey   | 72  | 70  | 35.9 | .416 | .154 | .790 | 3.5 | 6.1 | 2.3 | 0.6 | 14.1 |
| 1991-92  | New Jersey   | 72  | 67  | 35.4 | .432 | .222 | .712 | 3.7 | 6.8 | 2.4 | 0.6 | 13.8 |
| 1992-93  | Atlanta      | 80  | 78  | 35.3 | .429 | .375 | .728 | 3.5 | 8.4 | 2.5 | 0.3 | 13.4 |
| 1993-94  | Atlanta      | 81  | 81  | 36.0 | .411 | .334 | .730 | 5.2 | 9.7 | 2.6 | 0.5 | 13.8 |
| 1994-95  | Atlanta      | 80  | 80  | 38.4 | .425 | .359 | .729 | 4.9 | 7.7 | 2.5 | 0.3 | 17.2 |
| 1995-96  | Atlanta      | 81  | 81  | 35.7 | .405 | .371 | .747 | 4.1 | 5.9 | 2.6 | 0.2 | 15.7 |
| 1996-97  | Atlanta      | 78  | 78  | 39.2 | .432 | .366 | .753 | 5.3 | 5.9 | 2.7 | 0.3 | 17.4 |
| 1997-98  | Atlanta      | 70  | 69  | 38.6 | .392 | .269 | .709 | 4.9 | 6.7 | 2.6 | 0.3 | 13.2 |
| 1998-99  | Atlanta      | 48  | 48  | 36.7 | .379 | .307 | .758 | 4.7 | 5.8 | 2.1 | 0.2 | 13.3 |
| 1999-00  | Golden State | 73  | 72  | 33.7 | .391 | .336 | .705 | 3.7 | 6.7 | 2.0 | 0.3 | 11.3 |
| 2000-01  | Golden State | 69  | 59  | 34.1 | .396 | .324 | .697 | 3.9 | 6.7 | 2.4 | 0.3 | 11.0 |
| 2001-02  | Golden State | 35  | 0   | 17.1 | .342 | .357 | .500 | 1.5 | 3.3 | 0.7 | 0.1 | 3.4  |
| Total    | Total        | 889 | 800 | 34.9 | .409 | .336 | .736 | 4.1 | 6.7 | 2.3 | 0.3 | 13.5 |
| All-Star | All-Star     | 1   | 0   | 16.0 | .400 | .500 | —    | 1.0 | 2.0 | 2.0 | —   | 5.0  |

### Playoffs
| Año   | Equipo     | PJ | PT | MPP  | %TC  | %3P  | %TL  | RPP | APP | ROB | TPP | PPP  |
| ----- | ---------- | -- | -- | ---- | ---- | ---- | ---- | --- | --- | --- | --- | ---- |
| 1992  | New Jersey | 4  | 4  | 37.0 | .309 | .167 | .750 | 4.0 | 7.8 | 3.8 | 0.5 | 9.5  |
| 1993  | Atlanta    | 3  | 3  | 33.0 | .360 | .333 | .833 | 4.3 | 4.3 | 1.0 | 1.3 | 9.0  |
| 1994  | Atlanta    | 11 | 11 | 37.7 | .340 | .344 | .833 | 5.0 | 8.9 | 2.2 | 0.5 | 13.0 |
| 1995  | Atlanta    | 3  | 3  | 40.3 | .367 | .393 | .636 | 4.3 | 5.7 | 1.3 | 0.0 | 18.0 |
| 1996  | Atlanta    | 10 | 10 | 42.6 | .421 | .393 | .667 | 4.3 | 6.4 | 2.2 | 0.8 | 17.1 |
| 1997  | Atlanta    | 10 | 10 | 44.1 | .396 | .329 | .667 | 7.0 | 6.5 | 2.1 | 0.2 | 16.4 |
| 1998  | Atlanta    | 4  | 4  | 38.3 | .415 | .296 | .583 | 5.0 | 8.3 | 2.3 | 0.3 | 14.8 |
| 1999  | Atlanta    | 9  | 9  | 39.8 | .326 | .353 | .467 | 4.0 | 4.0 | 2.0 | 0.2 | 12.6 |
| Total | Total      | 54 | 54 | 40.0 | .370 | .350 | .683 | 4.9 | 6.6 | 2.1 | 0.4 | 14.2 |

## Pearl Jam
- Como fanes suyos, la banda Pearl Jam originalmente se hacía conocer como "Mookie Blaylock". Su álbum debut le llamaron Ten, en honor al dorsal de Blaylock, el 10.

## Problemas con la justicia
En noviembre de 2014 fue condenado a 15 años de cárcel tras ser declarado culpable de homicidio en un accidente de tráfico. El accidente, ocurrido en mayo de 2013 ocasionó la muerte de Monica Murphy. A pesar de que las pruebas toxicológicas realizadas tras el accidente revelaron que no conducía bajo los efectos del alcohol, los médicos habían aconsejado a Blaylock que no condujera por las convulsiones que sufría por su alcoholismo.